# Batyrbek Cakulov
Batyrbek Cakulov (in russo Батырбек Казбекович Цакулов?, Batyrbek Kazbekovič Cakulov; 20 ottobre 1998) è un lottatore russo naturalizzato slovacco specializzato nella lotta libera.

## Biografia
Ha rappresentato la Russia fino al 2020.
Dal 2022 gareggia per la Slovacchia.
Agli europei di Budapest 2022 ha vinto il bronzo.
Ai mondiali di Tirana 2024 ha ottenuto il terzo posto, vincendo la finale per il bronzo contro l'italiano Ben Honis ai punti per 8-6.

## Palmarès
| Anno                               | Manifestazione | Sede     | Evento | Risultato | Note |
| ---------------------------------- | -------------- | -------- | ------ | --------- | ---- |
| In rappresentanza della Russia     |                |          |        |           |      |
| 2016                               | Europei junior | Bucarest | 84 kg  | Argento   |      |
| 2017                               | Europei junior | Dortmund | 96 kg  | 7º        |      |
| 2018                               | Europei U23    | Istanbul | 92 kg  | Bronzo    |      |
| 2018                               | Mondiali       | Budapest | 92 kg  | 7º        |      |
| 2019                               | Europei U23    | Novi Sad | 92 kg  | Oro       |      |
| 2019                               | Mondiali U23   | Budapest | 92 kg  | Argento   |      |
| 2020                               | Europei        | Roma     | kg     | 8º        |      |
| In rappresentanza della Slovacchia |                |          |        |           |      |
| 2022                               | Europei        | Budapest | 97 kg  | Bronzo    |      |
| 2022                               | Mondiali       | Belgrado | 97 kg  | Argento   |      |
| 2023                               | Europei        | Zagabria | 97 kg  | 10º       |      |
| 2024                               | Europei        | Bucarest | 97 kg  | 5º        |      |
| 2024                               | Mondiali       | Tirana   | kg     | Bronzo    |      |